# Porîk, Hmilnîk
Porîk (în ucraineană Порик) este localitatea de reședință a comunei Porîk din raionul Hmilnîk, regiunea Vinnița, Ucraina.

## Demografie
Componența lingvistică a localității Porîk
     Ucraineană (99,2%)
     Alte limbi (0,62%)
Conform recensământului din 2001, majoritatea populației localității Porîk era vorbitoare de ucraineană (99,2%), existând în minoritate și vorbitori de alte limbi.